# 岡真里子
岡 真里子（おか まりこ）は、日本の女性アニメーター、キャラクターデザイナー。別名に岡 真理子（読み同じ）。
元スタジオ・ライブ所属。『夢のクレヨン王国』のファンでもあり、DVD-BOX化した際には公式サイトに応援コメント（イラスト色紙）を寄せた。
キャラクターデザインの代表作としては、『王ドロボウJING』『地獄少女』シリーズなどが挙げられる。わたなべひろしとは出身が同じスタジオ・ライブという関係であり、スタジオディーンの制作作品で仕事を共にする事が多い。その殆どでわたなべが監督を務め、岡がキャラクターデザインを担当している。同社制作作品には、オープニングアニメーションの原画としてもよく参加している。

## 参加作品

### テレビアニメ
1990年
- まじかる☆タルるートくん（1990年 - 1992年、動画）

1996年
- 名探偵コナン（1996年 - 、原画）

1998年
- 超魔神英雄伝ワタル（原画） - 岡真理子名義

1999年
- 十兵衛ちゃん-ラブリー眼帯の秘密-（原画）
- パワーストーン（原画）
- 魔術士オーフェン Revenge（1999年 - 2000年、原画） - 岡真理子名義

2000年
- STRANGE DAWN（原画）

2001年
- スターオーシャンEX（原画・OP原画）
- サイボーグ009 THE CYBORG SOLDIER（2001年 - 2003年、原画）
- 新白雪姫伝説プリーティア（原画・OP原画）

2002年
- 王ドロボウJING（キャラクターデザイン・作画監督・原画・OP作監）
- りぜるまいん（原画） - 岡真理子名義
- 満月をさがして（2002年 - 2003年、OP原画）
- プリンセスチュチュ（2002年 - 2003年、OP原画） - 岡真理子名義

2003年
- 魔探偵ロキ RAGNAROK（キャラクターデザイン・作画監督・OPED作監）
- 成恵の世界（ED原画）
- GAD GUARD（原画） - 岡真理子名義
- テニスの王子様（第5期OP原画）
- ヤミと帽子と本の旅人（2003年 - 2004年、原画・OP原画）

2004年
- 北へ。〜Diamond Dust Drops〜（ED原画）
- tactics（キャラクターデザイン・総作画監督・作画監督・OP作監・原画・ED絵コンテ・演出・作監・原画）

2005年
- グレネーダー 〜ほほえみの閃士〜（地上波版OPED原画）
- 好きなものは好きだからしょうがない!!（OP原画）
- かみちゅ!（原画）
- MONSTER（原画） - 岡真理子名義
- あまえないでよっ!!（原画）
- 地獄少女シリーズ（2005年 - 2017年）
  - 地獄少女（2005年、キャラクターデザイン・作画監督・原画・OP作監・ED絵コンテ・演出・作監・原画）
  - 地獄少女 二籠（2006年、キャラクターデザイン・総作画監督・作画監督・OP作監・原画・ED絵コンテ・作監）
  - 地獄少女 三鼎（2008年、キャラクターデザイン・総作画監督・OP作監・原画・ED絵コンテ・作監・原画）
  - 地獄少女 宵伽（2017年、キャラクターデザイン・総作画監督・ED絵コンテ・作監・原画）

- うえきの法則（2005年 - 2006年、OP原画） - 岡真理子名義

2006年
- 落語天女おゆい（OP原画）
- Fate/stay night（原画）
- 西の善き魔女 Astraea Testament（原画） - 岡真理子名義
- プリンセス・プリンセス（原画）
- イノセント・ヴィーナス（OP原画） - 岡真理子名義

2007年
- シャイニング・ティアーズ・クロス・ウィンド（OP原画）
- 桃華月憚（OP原画）
- CODE-E（OP原画） - 岡真理子名義
- ひぐらしのなく頃に解（OP原画）
- 神霊狩/GHOST HOUND（2007年 - 2008年、キャラクターデザイン・総作画監督）
- スパイダーライダーズ 〜よみがえる太陽〜（原画） - 岡真理子名義
- 素敵探偵ラビリンス（2007年 - 2008年、OP原画）
- しおんの王（2007年 - 2008年、OP原画） - 岡真理子名義

2008年
- 純情ロマンチカ（ED原画）
- xxxHOLiC◆継（原画）
- かんなぎ（原画） - 岡真理子名義

2009年
- うみねこのなく頃に（OP原画）
- 生徒会の一存（原画）
- クッキンアイドル アイ!マイ!まいん!（作画監督）

2010年
- デュラララ!!（ED原画）
- ソ・ラ・ノ・ヲ・ト（原画）
- はなまる幼稚園（原画）
- ぬらりひょんの孫シリーズ（2010年 - 2011年）
  - ぬらりひょんの孫（2010年、キャラクターデザイン・総作画監督・OPED作監・OP原画）
  - ぬらりひょんの孫 〜千年魔京〜（2011年、キャラクターデザイン・総作画監督・OPED作監・原画）

- おとめ妖怪 ざくろ（原画）

2011年
- ダンタリアンの書架（原画）

2012年
- 夏目友人帳 肆（OP原画）
- さんかれあ（原画・OP原画）
- 緋色の欠片（プロップ作画監督）
- アルカナ・ファミリア -La storia della Arcana Famiglia-（OP原画）
- 緋色の欠片 第二章（プロップ作画監督）
- となりの怪物くん（OP原画）
- HUNTER×HUNTER（第2作、ED3絵コンテ）

2013年
- ローゼンメイデン（新アニメ、原画）
- メガネブ!（総作画監督・OP作画監督）
- DIABOLIK LOVERS（原画）

2014年
- 一週間フレンズ。（ED原画）

2016年
- 初恋モンスター（キャラクターデザイン・総作画監督・OP作監・原画）

2017年
- TSUKIPRO THE ANIMATION（キャラクターデザイン）

2018年
- ゾンビランドサガ（作画監督）

2019年
- どろろ（総作画監督）
- GRANBLUE FANTASY The Animation Season 2（総作画監督）

2021年
- 進撃の巨人 The Final Season（作画監督）

2024年
- 百千さん家のあやかし王子（キャラクターデザイン・総作画監督・OP作画監督・EDアニメーター）

### 劇場アニメ
1992年
- 走れメロス（動画） - 岡真理子名義

2005年
- 劇場版 テニスの王子様 二人のサムライ The First Game（原画）
- 劇場版xxxHOLiC 真夏ノ夜ノ夢（原画） - 岡真理子名義
- それいけ!アンパンマン ハピーの大冒険（原画）

2010年
- 銀幕ヘタリア Axis Powers Paint it, White（白くぬれ!）（原画）
- 宇宙ショーへようこそ（原画） - 岡真理子名義

2011年
- 劇場版 テニスの王子様 英国式庭球城決戦!（原画）

2023年
- 劇場版 Collar×Malice -deep cover-（原画）

2025年
- ベルサイユのばら（キャラクターデザイン・総作画監督・作画監督・原画）

### OVA
1990年
- 新カラテ地獄変（動画）

2000年
- AMON デビルマン黙示録（動画） - 岡真理子名義

2004年
- 王ドロボウJING in Seventh Heaven（キャラクターデザイン・作画監督・原画）

2005年
- パパとKISS IN THE DARK（キャラクターデザイン・総作画監督アイキャッチ・ED作監）

2006年
- マリア様がみてる 3rdシーズン（原画） - 岡真理子名義
- テニスの王子様 Original Video Animation 全国大会篇（原画） - 岡真理子名義

2007年
- 鴉 -KARAS-（原画） - 岡真理子名義

### Webアニメ
- ヘタリア The Beautiful World（2013年、キャラクターデザイン）